# Jean-Paul Carminati
Pour les articles homonymes, voir Carminati.
Jean-Paul Carminati, né le 3 février 1965, est un écrivain français, artiste dramatique, avocat au Barreau de Paris (prestation de serment en 1995) et ancien secrétaire de la Conférence du stage du barreau de Paris (1997).

## Biographie
En 1998, Jean-Paul Carminati fonde, avec Bernhard Engel et Dominique Vannier, « Les Livreurs, lecteurs sonores » pour promouvoir la lecture à voix haute de textes littéraires, au travers de nombreux spectacles vivants. À ce titre, il se produit régulièrement sur scène pour partager la littérature par la lecture à voix haute.
Il enseigne l'expression orale à l'Université Panthéon-Assas (Paris II) depuis 2011 et forme des professionnels à la prise de parole en public. Il donne également des cours de droit de la propriété intellectuelle à l'Université Paris-Sorbonne.
Jean-Paul Carminati a été chroniqueur juridique sur France Inter, de septembre 2014 à juin 2015, dans l'émission hebdomadaire Secrets d'infos de Matthieu Aron.

## Romans
Il est l'auteur d'une quadrilogie romanesque d'inspiration autobiographique mettant en scène les aventures tragi-comiques de Jean-Paul Bergamo, avocat, et de son épouse Maggy, vétérinaire.

### La Concordance des dents
Le premier opus relate le calvaire dentaire de Bergamo. Le livre, considéré comme "trop drôle" par les Éditions du Seuil pour être publié en collection littéraire, sera directement édité en collection de poche (Point Seuils). Il recevra le prix du Festival du Premier Roman de Chambéry en 2002, dans la promotion de Philippe Grimbert, Delphine de Vigan, Laurent Gaudé.

### Vice de Fond
Le roman Vice de Fond développe, pour le grand public, les mécanismes défaillants de la justice pénale à travers le quotidien de Bergamo, avocat commis d'office pour défendre les délinquants sexuels, qui traverse par ailleurs une crise de couple. L'ouvrage est très favorablement accueilli par la critique grâce à son caractère comique qui permet d'exposer un quotidien professionnel proche de l'insoutenable. Il sera retenu dans la sélection du Prix des Libraires 2003 et fera également l'objet d'une édition de poche chez Pocket.

« Comment défendre l’assassin ou le pédophile sans y laisser un bout de son humanité ? Un humour qui grince, mais qui libère »

— Jacques Duquesne, « Commis d'office : La parole est à ... », sur L'Express, 4 décembre 2003

### Descendance
Dans son roman Descendance Jean-Paul Carminati expose le trajet du couple Bergamo dans les arcanes des procédures médicales (procréation médicalement assistée) et administratives (agrément à l'adoption). Favorablement accueilli par les critiques sensibles à ce thème et également par les jurées du Prix des lectrices du magazine Elle en 2006, le roman n'a pas fait l'objet d'une édition de poche bien que la réalité de l'infertilité touche 15 % des couples.

### Le Petit Dernier
Le quatrième roman de Jean-Paul Carminati, Le Petit Dernier décrit l'enfance de Bergamo, à travers sa place singulière de "petit dernier" d'une fratrie de quatre. Construit en succession de flash-backs et de jeux de miroirs, le récit met en scène le désarroi progressif d'un enfant en proie à un sentiment de dépersonnalisation créé par une structure familiale pathogène dans un milieu catholique.

### Le Recel des choses
Le Recel des choses, écrit sur une période de 26 ans, est un roman mettant en scène un écrivain échouant à écrire son autobiographie du fait d'un deuil pathologique.

## Nouvelles
Jean-Paul Carminati travaille aussi la nouvelle. Il remporte l'unique édition du concours de nouvelles sur manuscrit anonyme lancé par le Centre des monuments nationaux en 2001 sur le thème des jardins (Prix littéraire des Jardins). C'est l'origine du recueil Jardins Divers, favorablement accueilli par la critique.
Longue nouvelle plutôt que court roman, La Remise a permis à l'auteur de lier sa passion du bricolage, sa pratique de l'écriture et ses sentiments ambivalents à l'égard de son beau-père dans un seul objet.

## Poésie
Dans Dictionnaire imaginaire des stations de Métro, l'auteur s'est attaché à redéfinir intégralement l'ensemble des noms des stations du métro parisien, en les décomposant en métonymies, métaphores, tout en recherchant un effet comique en les rattachant à des mythologies imaginaires fondées sur des personnages ou faits réels, à la manière de l'Oulipo.
Le linguiste Claude Hagège a honoré l'ouvrage d'une préface se terminant ainsi : "Tous ceux qui auront l'occasion de feuilleter ces pages y trouveront des définitions sans doute peu conformes à la "vérité" - mais, sur les marges qu'imposent la science et l'histoire, il y a la vérité qu'enfante l'imagination poétique".

## Essais juridiques
À l'occasion du bicentenaire du Code civil en 2004, Jean-Paul Carminati a publié Le droit n'est pas si vil, le premier livre de droit comique jamais publié par un éditeur juridique, sous le pseudonyme de Paul Micar. L'ouvrage est également sorti sous son nom la même année sous le titre L'usufruitier jouit sans entraves.
L'avocat s'exprime fortement  à travers Présumés coupables, essai-pamphlet contre les pratiques contestables de la justice pénale en France et la difficulté pour la France d'être à la hauteur de l'idéal proclamé des Droits de l'Homme, tant en matière de déontologie policière que de régime carcéral ou de statut de la présomption d'innocence. C'est le premier ouvrage où, à l'aide du croisement de statistiques officielles, il est proposé une méthode de calcul du nombre d'innocents incarcérés dans les prisons françaises (environ 800 en permanence, pour des durées variables).

## Théâtre
Jean-Paul Carminati est l'auteur et metteur en scène de la pièce "17h10", jouée au Théâtre des Déchargeurs à Paris (1er au 12 décembre 2015), par Sophie Obadia et Laurent Samama, musique de Karol Beffa. La pièce, de genre comique, met en scène la rencontre d'un homme et d'une femme dans la salle d'attente de leur psychanalyste.
Jean-Paul Carminati a adapté, pour le théâtre, l'essai de Philippe Grimbert Évitez le Divan (Le Seuil), dans lequel un adversaire de la psychanalyse tente de démontrer qu'il faut cultiver ses symptômes plutôt que tenter de les résoudre. Évitez le Divan, monologue comique, a été joué de nombreuses fois depuis 2006 (La Halle Roublot de Fontenay sous Bois, Ordre des Avocats de Créteil (2010), Festival des Coquecigrues (Nantes, 2012), Salon du Livre de Saint Louis (2012), Grand amphithéâtre de la Sorbonne (2013), Annecy (2013), Centre de la Voix (2013)).